# Desastre aéreo de Múnich
El desastre aéreo de Múnich tuvo lugar en la propia ciudad alemana de Múnich el 6 de febrero de 1958, cuando el Airspeed Ambassador que realizaba el vuelo 609 de la British European Airways se estrelló en el aeropuerto de Múnich-Riem, donde viajaba el equipo de fútbol inglés Manchester United. Murieron 23 personas entre futbolistas, periodistas, cuerpo técnico y personal aéreo.

## Historia

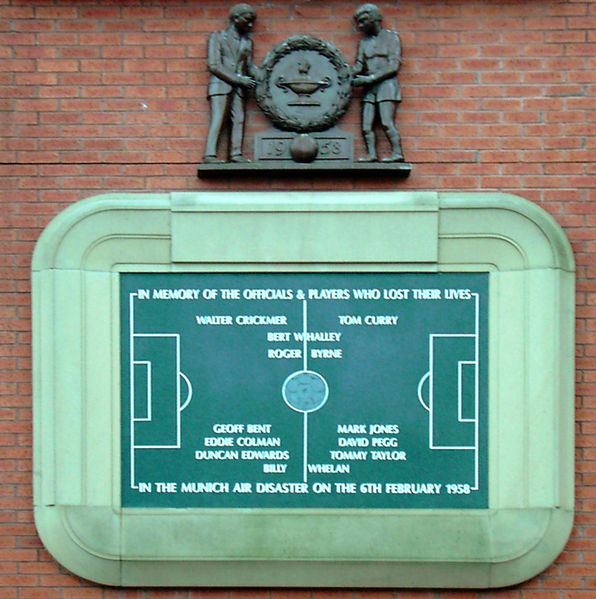
Placa conmemorativa en Old Trafford en homenaje a los futbolistas del Manchester United y demás víctimas que fallecieron en Múnich el 6 de febrero de 1958.

El 6 de febrero de 1958 la plantilla completa del Manchester United volvía a Inglaterra tras disputar los cuartos de final de la Copa de Europa ante el Estrella Roja de Belgrado de Yugoslavia, uno de los dos grandes clubes en aquel momento. El United había empatado, 3-3 (5-4 en total para los ingleses), y se clasificaba para las semifinales donde esperaba el AC Milan.
En el aeropuerto de Belgrado, el vuelo 609 de la British European Airways que les llevaría de vuelta a Mánchester retrasó su salida una hora, ya que el jugador Johnny Berry había perdido su pasaporte.
El avión tenía previsto hacer una parada técnica en Múnich para repostar combustible. El aparato era un Airspeed Ambassador chárter de 6 años, y con matrícula G-ALZU.

## Accidente
El capitán, James Thain, realizó dos intentos de despegue pero se vio obligado a desistir debido a diversos problemas que sufrían los motores. El tiempo aquel día no acompañaba ya que el viento era importante y la pista estaba helada. En el tercer intento, a las 3:04 de la tarde, el avión falló al ganar la altura adecuada y se estrelló en unas tierras colindantes al aeropuerto, en una casa sin habitantes.
Aunque las primeras investigaciones señalaban al piloto como el responsable del accidente, más tarde se supo que el accidente había sido causado por la formación de aguanieve al final de la pista, lo que causaba desaceleración en el avión, impidiendo así que volviese a subir a una velocidad de vuelo segura.
A pesar de estas conclusiones, las autoridades de la Alemania Occidental (que eran las responsables directas del accidente), emprendieron acciones legales contra el capitán Thain. Así pues, el gobierno alemán convirtió a Thain en el responsable principal y directo de la tragedia, a pesar de hallarse pruebas congruentes y testigos del accidente que exculpaban al piloto.
La defensa de las autoridades alemanas tomó como prueba una fotografía del avión (publicada en los medios de comunicación) poco antes del accidente en la que se veía nieve en la parte superior de las alas del avión. Sin embargo, cuando el negativo original de la foto fue examinado, no había indicios de nieve en las alas de la aeronave. Por alguna extraña razón, los testigos del caso no fueron llamados a declarar por las autoridades germanas y solo se tomaron acciones judiciales en contra del piloto, que finalizarían en 1968, siendo declarado como inocente de cualquier responsabilidad del accidente. Thain, que poco después del accidente fue despedido por la BEA, se jubiló y volvió a su hogar en Berkshire como granjero. Moriría en 1975 y a la edad de 53 años, como consecuencia de un paro cardíaco.
Siete futbolistas del United que viajaban en el avión murieron en el acto. Duncan Edwards, una de las mayores promesas del país, moriría a causa de sus heridas el 21 de febrero a la edad de 21 años, y otros dos jugadores debían abandonar la práctica del fútbol debido a sus lesiones. El entrenador, Matt Busby, también tuvo que ser hospitalizado tras el impacto.

### Vida tras la tragedia
El Manchester United tuvo que ser reconstruido completamente y esa reconstrucción giró en torno a Bobby Charlton, superviviente del accidente y uno de los futbolistas con más proyección en ese momento en el fútbol mundial. Frente al Sheffield Wednesday, un United compuesto por reservas y canteranos continuó la inercia ganadora de la etapa anterior al accidente y ganó 3–0 en el primer encuentro disputado tras el accidente con Jimmy Murphy como entrenador. Como curiosidad de aquel partido, el programa que se repartía con la alineación estaba en blanco sin que hubiese ningún jugador del Manchester escrito en él.
Pese a tener que formar rápidamente un equipo lo más competitivo posible, los diablos rojos, con una plantilla de circunstancias y en transición, no pudieron lograr los éxitos repetidos antes de la tragedia. En el campeonato de liga —en el que se encontraba en el cuarto puesto antes del accidente— el equipo ganó sólo 1 partido de los últimos 14, bajando puestos gradualmente en la tabla, colocándose finalmente noveno. Pese a ello el Manchester United consiguió llegar a la final de la FA Cup, perdiendo contra el Bolton Wanderers por 2-0.
Debido a la tragedia, la Unión de Asociaciones de Fútbol Europeas (UEFA) invitó al Manchester United para participar en la Copa de Europa 1958-59, pero finalmente La Asociación del Fútbol le negó la participación, ya que consideró que no había clasificado.
Busby retornó al cargo de entrenador a la temporada siguiente y trató de construir una nueva generación de "Busby Babes", incluyendo a George Best, que contribuyó a ganar la Copa de Europa una década después del desastre, en 1968 y derrotando al Benfica.

## Fallecidos
23 personas murieron. Los fallecidos fueron los siguientes:
- Futbolistas: Geoff Bent, Roger Byrne, Eddie Colman, Mark Jones, David Pegg, Tommy Taylor y Liam Whelan. Duncan Edwards sobrevivió al accidente, pero falleció días más tarde al no poder recuperarse.
- Directivos y cuerpo técnico: Walter Crickmer (secretario), Bert Whalley y Tom Curry (entrenador).
- Periodistas: Alf Clarke (periodista del Manchester Evening Chronicle), Don Davies (periodista del Manchester Guardian), George Follows (periodista del Daily Herald), Tom Jackson (periodista del Manchester Evening News), Archie Ledbrooke (periodista del Daily Mirror), Henry Rose (periodista del Daily Express), Eric Thompson (periodista del Daily Mail) y Frank Swift (periodista del News of the World y también portero del Manchester City).
- Otros: Kenneth Rayment (copiloto), Bela Miklos (agente de viajes), Willie Satinoff (aficionado) y Tom Cable (tripulación).

## Sobrevivientes
21 personas sobrevivieron del trágico accidente:
- Futbolistas: Johnny Berry, Jackie Blanchflower, Dennis Viollet, Ray Wood, Bobby Charlton, Bill Foulkes, Harry Gregg, Ken Morgans y Albert Scanlon.
- Otros: Matt Busby (entrenador del Manchester United), Frank Taylor (periodista), James Thain (capitán), George Rodgers (oficial de radio), Peter Howard y Ted Ellyard (fotógrafos), Sra.Vera Lukic y su hija Venona (pasajeras salvadas por el futbolista Harry Gregg), Eleanor Miklos (esposa de Bela Miklos, el agente de viaje muerto en el accidente), Nebojsa Tomasevic (pasajero), Rosemary Cheverton y Margaret Bellis (tripulación).

## Filmografía
Este accidente fue presentado en el programa de televisión canadiense Mayday: catástrofes aéreas, titulado "La tragedia del Manchester United", y fue presentado en Mayday: Informe Especial, titulado "Catástrofes controversiales", transmitidos en National Geographic Channel.